# Castello di Canneto sull'Oglio
Il castello di Canneto (o castello di San Genesio, dal nome della chiesetta intorno alla quale sorse il maniero) è un'antica roccaforte risalente all'XI secolo di Canneto sull'Oglio, in provincia di Mantova.

## Collocazione e storia
La struttura è collocata nel centro storico e si erge su piazza Matteotti.
Notizie storiche del castello si hanno già intorno al 1000, quando la struttura venne ceduta a Landolfo, vescovo di Cremona. Nell'XI secolo faceva parte della cinta muraria del borgo, luogo strategico di confine a guardia del fiume Oglio.
Nel 1200 entrò a far parte dei possedimenti dei conti Casaloldi, che lo persero a favore del Comune di Brescia. Con l'avvento dei Gonzaga, signori di Mantova, anche Canneto e il suo castello passarono nei loro possedimenti (1391). Castello e rocca vengono rafforzati da Gianfrancesco Gonzaga intorno al 1430.
Con Federico I Gonzaga, per opera dell'architetto militare Giovanni da Padova, il castello venne ampliato, dotato di ponte levatoio e torri di difesa.
Nel 1543 ebbe luogo un evento importante: l'imperatore Carlo V, mentre era in viaggio da Busseto, dove incontrò papa Paolo III, verso Trento, si intrattenne nel castello con Ferrante Gonzaga, col cardinale Ercole Gonzaga e con Margherita Paleologa, per legittimare a suo figlio Francesco la duplice investitura nei titoli di duca di Mantova e marchese del Monferrato, oltre a concordare le sue future nozze con Caterina, nipote dell'imperatore. In quella occasione incoronò il letterato e poeta mantovano Giampietro Penci.
Nei secoli seguenti il maniero fu più volte distrutto e parzialmente ricostruito. Gli austriaci, nel Settecento, operarono il completo abbattimento della struttura e la torre rimane l'unico elemento integro sino ai giorni nostri.